# La storia di Lisey
La storia di Lisey (Lisey's Story) è un romanzo fantastico di Stephen King uscito il 24 ottobre 2006.
L'opera, molto ben accolta dalla critica, si inserisce in un filone narrativo interno alla vasta produzione kinghiana, in cui le vicende si incentrano su scrittori di successo e sulle loro opere. A questo gruppo di lavori appartengono anche Shining, Misery, La metà oscura, il racconto Finestra segreta, giardino segreto nella raccolta Quattro dopo mezzanotte, Mucchio d'ossa e il saggio On Writing: Autobiografia di un mestiere.

Un altro tema svolto in questo libro, che è comune ad altri romanzi di King (come Il talismano, Rose Madder e l'intero ciclo de La Torre Nera), è quello del viaggio in mondi paralleli al nostro.

Questo romanzo, viste le favorevoli recensioni ottenute, diede nuovo slancio alla produzione dello scrittore statunitense che, dopo l'incidente automobilistico subito nel giugno 1999, soffrì un periodo critico, con opere di qualità artistica discontinua, non sempre accolte con favore da critica e pubblico. Nel 2004 lo stesso King è arrivato al punto di annunciare una sospensione forse definitiva nella pubblicazione di nuovi romanzi, proposito rientrato nel 2006 con la consegna alle stampe del romanzo Cell.

## Trama
La storia si suddivide in due filoni, una ambientata nel presente e una nel passato.
Lisey Landon è la vedova del celebre romanziere Scott Landon; a due anni dalla morte del marito, la donna continua a prolungare la riordinazione degli scritti di Scott, facendosi aiutare un giorno da Amanda, la sorella mentalmente fragile. 
Nei suoi ricordi, Lisey rievoca la sua storia con Scott a partire da quando lo salvò dall'essere ucciso da un fan impazzito, fermandosi spesso per evitare di imbattersi in ricordi che la turbano eccessivamente. Amanda scopre che il suo ex marito sta tornando in città dopo essersi risposato, quindi si ferisce alle mani e cade in uno stato catatonico. Lisey fa ricoverare la sorella in un istituto, ma prima la sente parlare con la voce di Scott, dicendole che ha realizzato una caccia al tesoro con un premio finale. Un giorno, Lisey riceve una telefonata minatoria da un uomo di nome Zack McCool, che afferma che sarà costretto a farle del male se non consegnerà i documenti di Scott a un professore. La donna cerca di ignorare la richiesta, ma Zack arriva a lasciarle un gatto morto e una lettera minacciosa nella sua cassetta delle lettere. La polizia non prende sufficienti misure per tutelare Lisey, e McCool riesce a entrare in casa sua e a mutilarla con un apriscatole.
Con il passare del tempo, Lisey è costretta ad affrontare dei ricordi sul marito che aveva represso: proveniva da una famiglia con alle spalle una serie di gravi turbe mentali che si manifestavano come una furia omicida o una profonda catatonia. Il fratello di Scott, Paul, a tredici anni cadde preda della malattia mentale e fu ucciso dal padre prima che potesse attaccare Scott. Inoltre, Scott aveva il dono di trasportarsi in una realtà alternativa piena di pericoli.
Lisey, che ha represso la sua capacità di viaggiare tra i mondi, sblocca il suo potere e lo usa per tirare Amanda fuori dalla catatonia e per attirare Zack nella realtà parallela, dove viene brutalmente ucciso da una creatura. La donna risale così al "premio" della caccia al tesoro, consistente in un diario tenuto da Scott in cui confessa di essere stato costretto a uccidere il proprio padre per salvarlo dalla follia che lo aveva sopraffatto in definitiva.
Lisey, ora consapevole che Scott è andato avanti, riesce a lasciare andare i beni del marito e a dirgli addio, pur essendo ancora tormentata da incubi sul mondo parallelo.

## Edizioni
- Stephen King, La storia di Lisey, traduzione di Tullio Dobner, collana I edizione Narrativa, Sperling & Kupfer, 2006,  p. 619, ISBN 88-200-4153-7.

## Adattamenti
Nel 2021 Apple TV+ ha distribuito la serie televisiva omonima tratta dal romanzo. La miniserie è stata sceneggiata dallo stesso King e diretta da Pablo Larraín, mentre il cast comprende Julianne Moore nel ruolo di Lisey, Clive Owen nella parte di Scott e Joan Allen nei panni di Amanda.